# Jonas Edvardsen
Jonas Ahsan Edvardsen (Oslo, 9 dicembre 1988) è un giocatore di calcio a 5 e calciatore norvegese, laterale del KFUM Oslo e centrocampista del Ready.

## Carriera
Edvardsen ha cominciato la carriera nel KFUM Oslo. Nel 2010 è stato ingaggiato dallo NTNUI.
Parallelamente all'attività calcistica, Edvardsen si è dedicato anche al futsal: i campionati di quest'ultima attività, infatti, prendono il via al termine di quelli calcistici, rendendo compatibili la militanza in entrambi. Ha militato per il Nidaros nella stagione 2010-2011.
Terminato il campionato di calcio a 5, in data 25 marzo 2011 è stato tesserato dallo Stjørdals-Blink. È ornato al KFUM Oslo nel 2012, giocando per la sezione di calcio a 5 dal campionato 2011-2012.
Dal 2012 è stato in forza all'Oppsal, in 3. divisjon. A partire dal 2015, Edvardsen ha militato nelle file del Ready.
Edvardsen ha giocato nel KFUM Oslo fino al campionato 2013-2014. A partire dalla stagione successiva si è trasferito nel Grorud. Con questa maglia, ha vinto il campionato 2014-2015.
Edvardsen ha rappresentato la Nazionale norvegese affiliata alla AMF, di cui è stato anche capitano.
In vista del campionato 2017-2018, è tornato al KFUM Oslo.

## Statistiche

### Presenze e reti nei club
Statistiche aggiornate al 5 dicembre 2017.
| Stagione         | Club             | Campionato       | Campionato | Campionato | Coppe nazionali | Coppe nazionali | Coppe nazionali | Coppe continentali | Coppe continentali | Coppe continentali | Supercoppe | Supercoppe | Supercoppe | Totale | Totale |
| Stagione         | Club             | Comp             | Pres       | Reti       | Comp            | Pres            | Reti            | Comp               | Pres               | Reti               | Comp       | Pres       | Reti       | Pres   | Reti   |
| ---------------- | ---------------- | ---------------- | ---------- | ---------- | --------------- | --------------- | --------------- | ------------------ | ------------------ | ------------------ | ---------- | ---------- | ---------- | ------ | ------ |
| 2008             | KFUM Oslo        | 3D               | ?          | ?          | CN              | ?               | ?               | -                  | -                  | -                  | -          | -          | -          | ?      | ?      |
| 2009             | KFUM Oslo        | 3D               | ?          | ?          | CN              | ?               | ?               | -                  | -                  | -                  | -          | -          | -          | ?      | ?      |
| 2010             | NTNUI            | 3D               | ?          | ?          | CN              | ?               | ?               | -                  | -                  | -                  | -          | -          | -          | ?      | ?      |
| 2011             | Stjørdals-Blink  | 3D               | ?          | ?          | CN              | ?               | ?               | -                  | -                  | -                  | -          | -          | -          | ?      | ?      |
| 2012             | KFUM Oslo        | 2D               | 2          | 0          | CN              | 0               | 0               | -                  | -                  | -                  | -          | -          | -          | 2      | 0      |
| Totale KFUM Oslo | Totale KFUM Oslo | Totale KFUM Oslo | 2+         | 0+         |                 | ?               | ?               |                    | -                  | -                  |            | -          | -          | 2+     | 0+     |
| 2013             | Oppsal           | 3D               | 20         | 0          | CN              | 3               | 0               | -                  | -                  | -                  | -          | -          | -          | 23     | 0      |
| 2014             | Oppsal           | 3D               | 21         | 0          | CN              | 1               | 0               | -                  | -                  | -                  | -          | -          | -          | 22     | 0      |
| Totale Oppsal    | Totale Oppsal    | Totale Oppsal    | 41         | 0          |                 | 4               | 0               |                    | -                  | -                  |            | -          | -          | 45     | 0      |
| 2015             | Ready            | 3D               | 24         | 1          | CN              | 1               | 0               | -                  | -                  | -                  | -          | -          | -          | 25     | 1      |
| 2016             | Ready            | 3D               | 24         | 0          | CN              | 1               | 0               | -                  | -                  | -                  | -          | -          | -          | 25     | 0      |
| 2017             | Ready            | 3D               | 11         | 0          | CN              | 1               | 1               | -                  | -                  | -                  | -          | -          | -          | 12     | 1      |
| Totale Ready     | Totale Ready     | Totale Ready     | 59         | 1          |                 | 3               | 1               |                    | -                  | -                  |            | -          | -          | 62     | 2      |
| Totale           | Totale           | Totale           | ?          | ?          |                 | ?               | ?               |                    | -                  | -                  |            | -          | -          | ?      | ?      |